# Ильин, Игорь Иванович
И́горь Ива́нович Ильи́н (укр. Ігор Іванович Ільїн; 26 марта 1931, Коканд, Узбекская ССР, СССР — 12 декабря 2016, Одесса, Украина) — советский украинский учёный, медик, доктор медицинских наук (1973), профессор (1976), Заслуженный деятель науки и техники Украинской ССР (1990), ректор Одесского медицинского института имени Н. И. Пирогова.

## Биография
Родился 26 марта 1931 года в г. Коканд Узбекской ССР в семье служащего, затем семья переехала в Самарканд. После начала Великой Отечественной войны отец ушёл на фронт, а мать с тремя детьми переехала в с. Фарши Самаркандской области, а в 1944 году в Измаил Одесской области, откуда сбежал на фронт и в 13 лет стал сыном полка одной из воинских частей 37-й армии 3-го Украинского фронта. Выполнял обязанности связиста. После нашёл отца, служившего в той же 37 армии, воевал вместе с ним.
В 1945—1947 годах жил с семьёй в Бухаресте, затем в Балтийске (Калининградская область), где служил отец, а после его демобилизации вся семья переезжает в Одессу. В 1950 поступил, а в 1954 году окончил факультет физического воспитания Одесского государственного педагогического института имени К. Д. Ушинского. Продолжил обучение на педиатрическом факультете Одесского медицинского института имени Н. И. Пирогова. В 1961—1963 годах учился в аспирантуре при кафедре анатомии человека.
Под руководством профессора Ф. А. Волынского в 1964 году защитил кандидатскую диссертацию на тему «Анатомия нервов кисти человека», в 1972 году защитил докторскую диссертацию на тему «К анатомии тонкой кишки и её брыжейки у человека и некоторых позвоночных животных». В 1976 году присвоено учёное звание профессора.
С 1972 года работал доцентом, а с 1974 года — заведующим кафедрой анатомии человека (до 2006 года). С 2006 года был профессором кафедры нормальной анатомии.
В 1974—1984 годах был проректором по научной работе Одесского медицинского института имени Н. И. Пирогова, а в 1984—1994 годах занимал должность ректора.
Избирался депутатом Одесского городского совета. Был председателем Одесского отделения Всесоюзного общества анатомов, гистологов и эмбриологов, членом президиума научного общества анатомов, гистологов, эмбриологов и топографоанатомов Украины.
Умер 12 декабря 2016 года в г. Одесса. Похоронен на Новогородском кладбище.

## Научная деятельность
Сфера научных интересов в период работы на кафедре анатомии человека — изучение морфологических изменений в процессе адаптации центральной нервной системы, органов и тканей организма к неблагоприятным факторам.
Подготовил 1 доктора и 7 кандидатов медицинских наук. Опубликовал свыше 160 научных трудов по вопросам медицинской морфологии.
Некоторые работы:
- Организационно-методические основы интернатуры: Методические указания / И. И. Ильин. — Одесса. 1990. — 21 С.
- Методические рекомендации к практическим занятиям по нормальной анатомии человека для студентов стоматологического факультета/ Л. А. Антонечко, И. Ы. Ильин. — Одесса, 2001. — 125 с.
- Редкий вариант аномалии кишечника и его брыжейки // КХ. 1974. № 9;
- Влияние вибраций и факторов морских рейсов на нервно-мышечные веретена (НМВ) и скелетные мышци крыс // УМА. 1998. № 2;
- Анатомия органов полости рта и жевательного аппарата человека: Учеб. О., 2000.

## Награды
- 10 декабря 1990 года присвоено почётное звание «Заслуженный деятель науки и техники Украинской ССР»[5].
- 4 золотые медали ВДНХ[5]